# Episodi de I misteri di Murdoch (tredicesima stagione)
La tredicesima stagione della serie televisiva I misteri di Murdoch è stata trasmessa in anteprima in Canada dalla CBC tra il 16 settembre 2019 e il 2 marzo 2020.
La stagione è inedita in Italia.
| nº | Titolo originale                | Titolo italiano | Prima TV USA      | Prima TV Italia |
| -- | ------------------------------- | --------------- | ----------------- | --------------- |
| 1  | Troublemakers                   |                 | 16 settembre 2019 |                 |
| 2  | Bad Pennies                     |                 | 23 settembre 2019 |                 |
| 3  | Forever Young                   |                 | 30 settembre 2019 |                 |
| 4  | Prodigal Father                 |                 | 14 ottobre 2019   |                 |
| 5  | Murdoch and the Cursed Caves    |                 | 28 ottobre 2019   |                 |
| 6  | The Philately Fatality          |                 | 4 novembre 2019   |                 |
| 7  | Toronto the Bad                 |                 | 11 novembre 2019  |                 |
| 8  | The Final Curtain               |                 | 18 novembre 2019  |                 |
| 9  | The Killing Dose                |                 | 25 novembre 2019  |                 |
| 10 | Parker in the Rye               |                 | 6 gennaio 2020    |                 |
| 11 | Staring Blindly into the Future |                 | 13 gennaio 2020   |                 |
| 12 | Fox Hunt                        |                 | 20 gennaio 2020   |                 |
| 13 | Kill Thy Neighbour              |                 | 27 gennaio 2020   |                 |
| 14 | Rigid Silence                   |                 | 3 febbraio 2020   |                 |
| 15 | The Trial of Terrence Meyers    |                 | 10 febbraio 2020  |                 |
| 16 | In the Company of Women         |                 | 17 febbraio 2020  |                 |
| 17 | Things Left Behind              |                 | 24 febbraio 2020  |                 |
| 18 | The Future is Unwritten         |                 | 2 marzo 2020      |                 |